# Вика лісова
Вика лісова, горошок лісовий, звя́гель (Vicia sylvatica) — вид рослин родини бобові (Fabaceae), поширений у Європі й помірній Азії.

## Опис
Багаторічна витка трав'яниста рослина 50–200 см завдовжки. Прилистки з численними бахромками 4–6 мм довжиною; листки з 8–10 пар листочків 8–11 мм довжиною; віночок білий, з фіолетовими жилками; боби чорні.

## Поширення
Поширений у більшій частині Європи та помірній Азії (до Сибіру).
В Україні зростає в тінистих лісах і чагарниках — в лісовій зоні і Лісостепу.

## Галерея

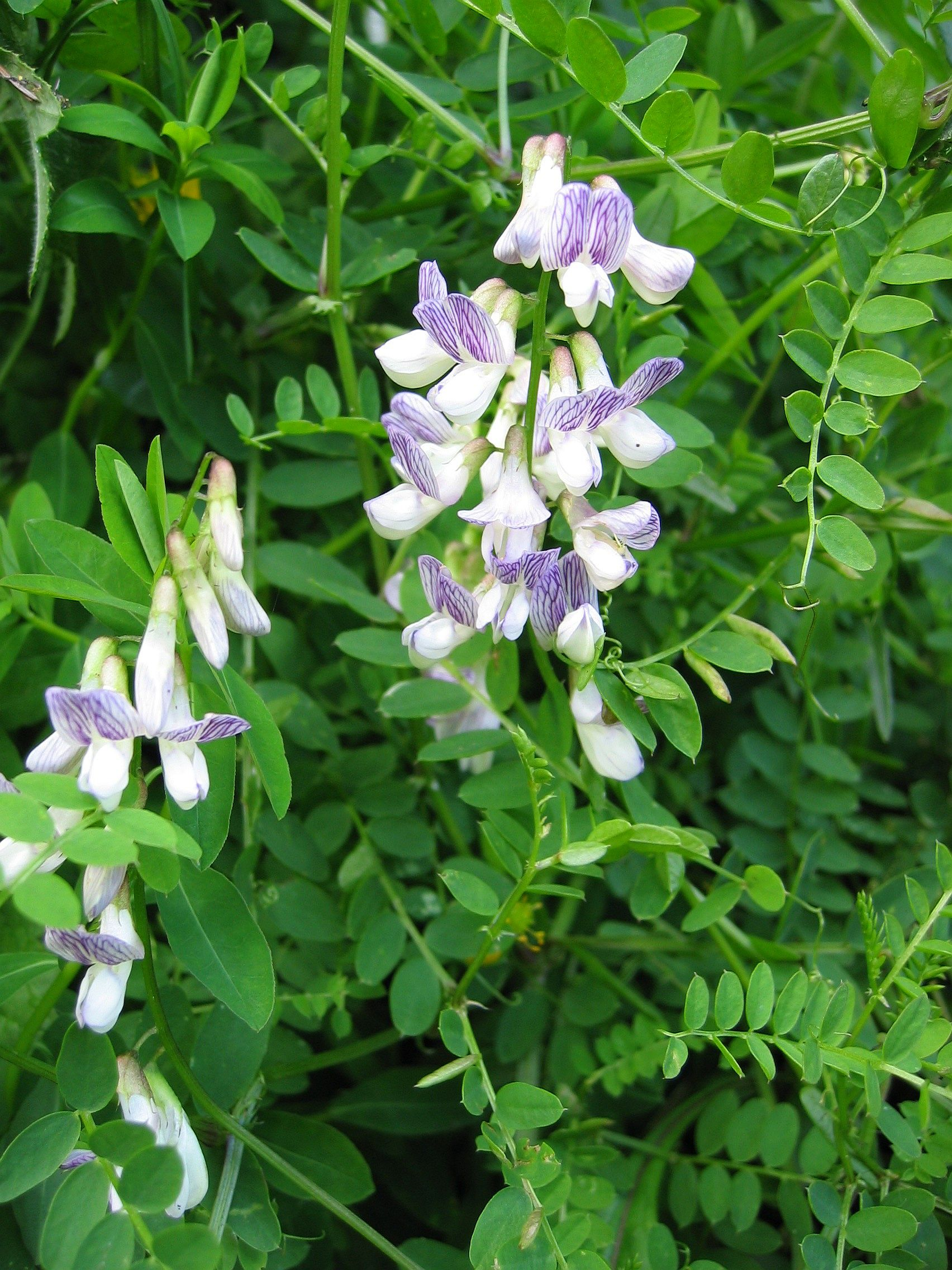
рослина
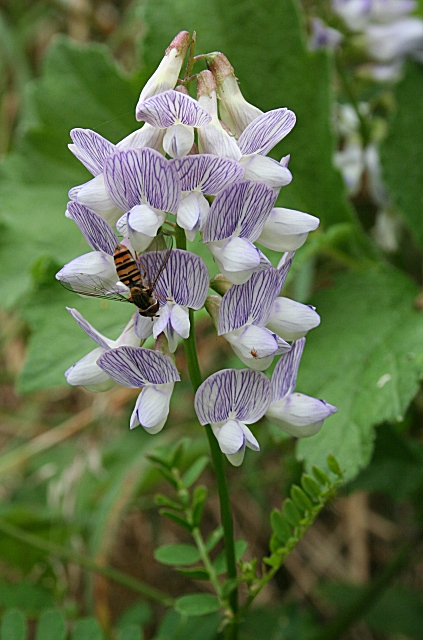
суцвіття
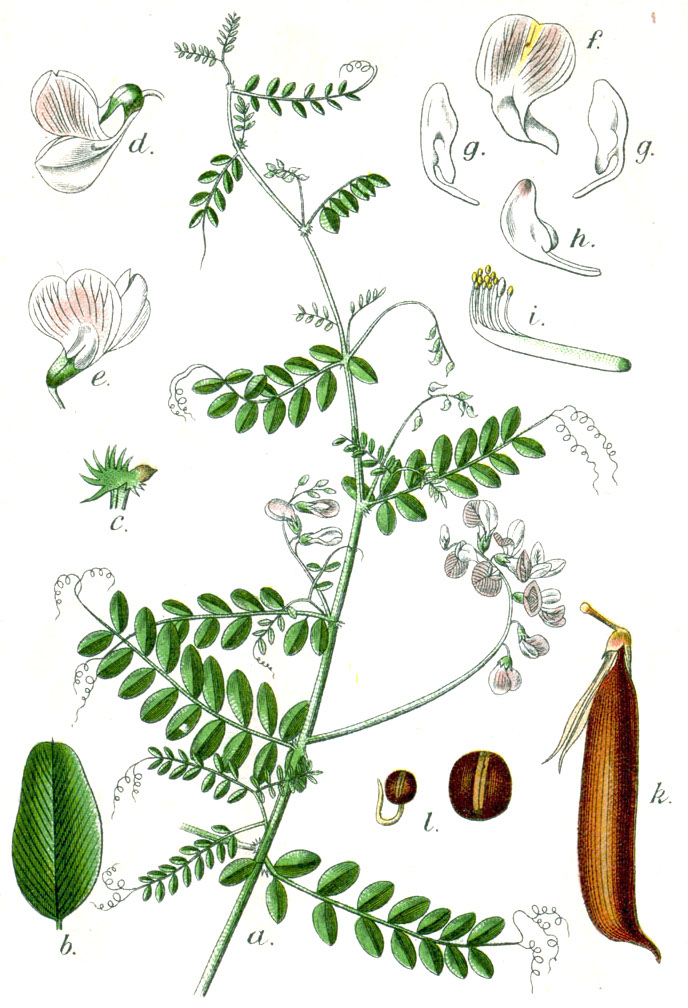
ілюстрація